# Heike Nottebaum
Heike Nottebaum (Bochum, Alemanya) és una traductora alemanya. Es va graduar en estudis hispànics a la Ruhr-Universität Bochum, on més tard va impartir classes de literatura com a professora associada. Actualment, es dedica sobretot a la traducció, tant de literatura catalana contemporània com de literatura castellana i francesa.
En col·laboració amb Pere Joan Tous ha publicat El olivo y la espada. Estudios sobre el antisemitismo en España (siglos XVI-XX). (Tübingen: Niemeyer Romania Judaica, 2003). També han editat junts una antologia comentada de l'escriptor i pintor mallorquí Joan Rai: A la recerca d'un poble perdut. (Palma: Documenta Balear, 2005).
A més d'alguns assaigs, teatre i poesia, ha traduït un estudi d'Isidor Marí i Mayans, Conèixer la llengua i la cultura catalanes, i quatre novel·les de Maria Barbal.